# Sarracenia flava
Sarracenia flava este o specie de plante carnivore din genul Sarracenia, familia Sarraceniaceae, ordinul Ericales, descrisă de Carl von Linné. A fost clasificată de IUCN ca specie cu risc scăzut. Conform Catalogue of Life specia Sarracenia flava nu are subspecii cunoscute.